# مذوبة الجبن
مُذَوَّبَة الجبن أو فوندو الجبن طبق سويسري مكون من الجبن المذاب، تشتهر به منطقة سافوا بسويسرا، ويعود تاريخه لسنة 1950.

## معرض صور

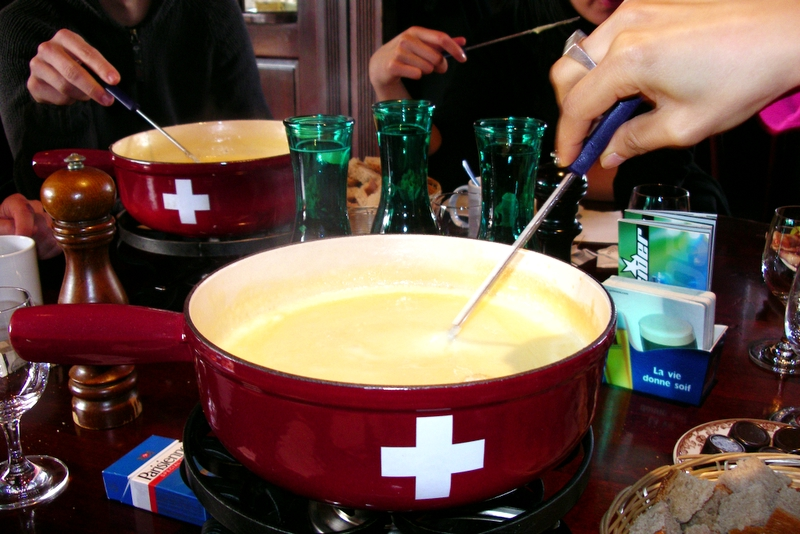
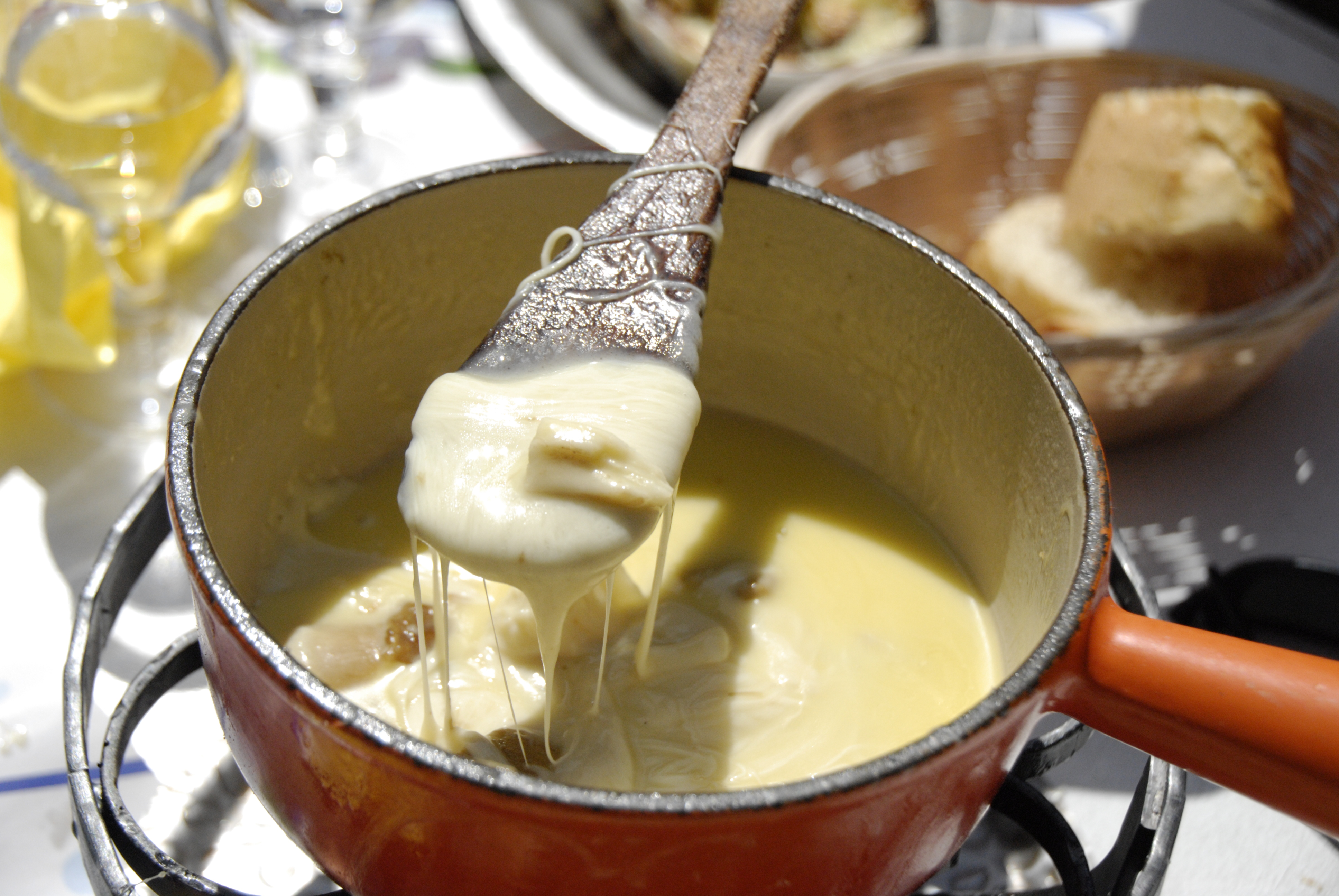
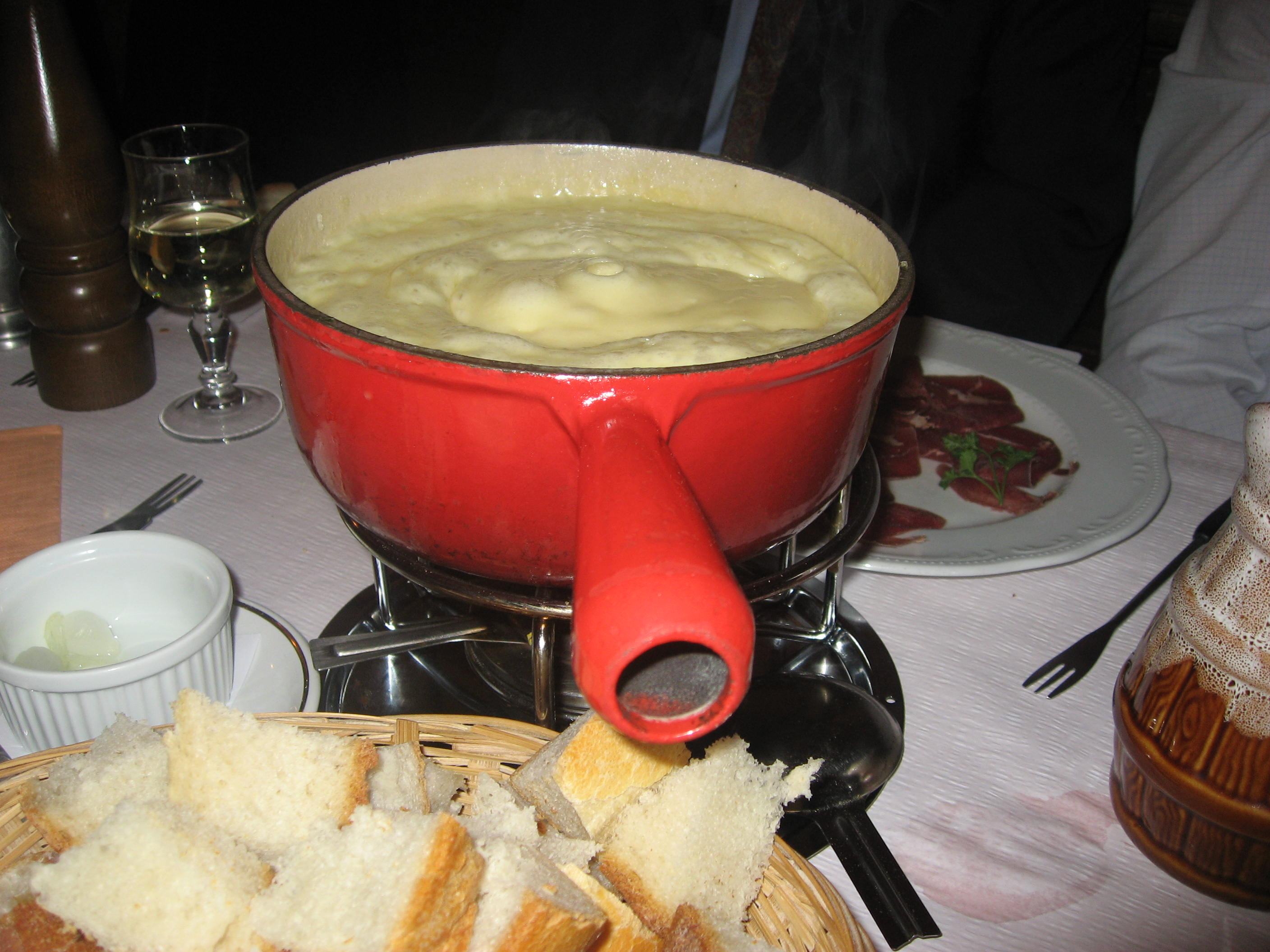
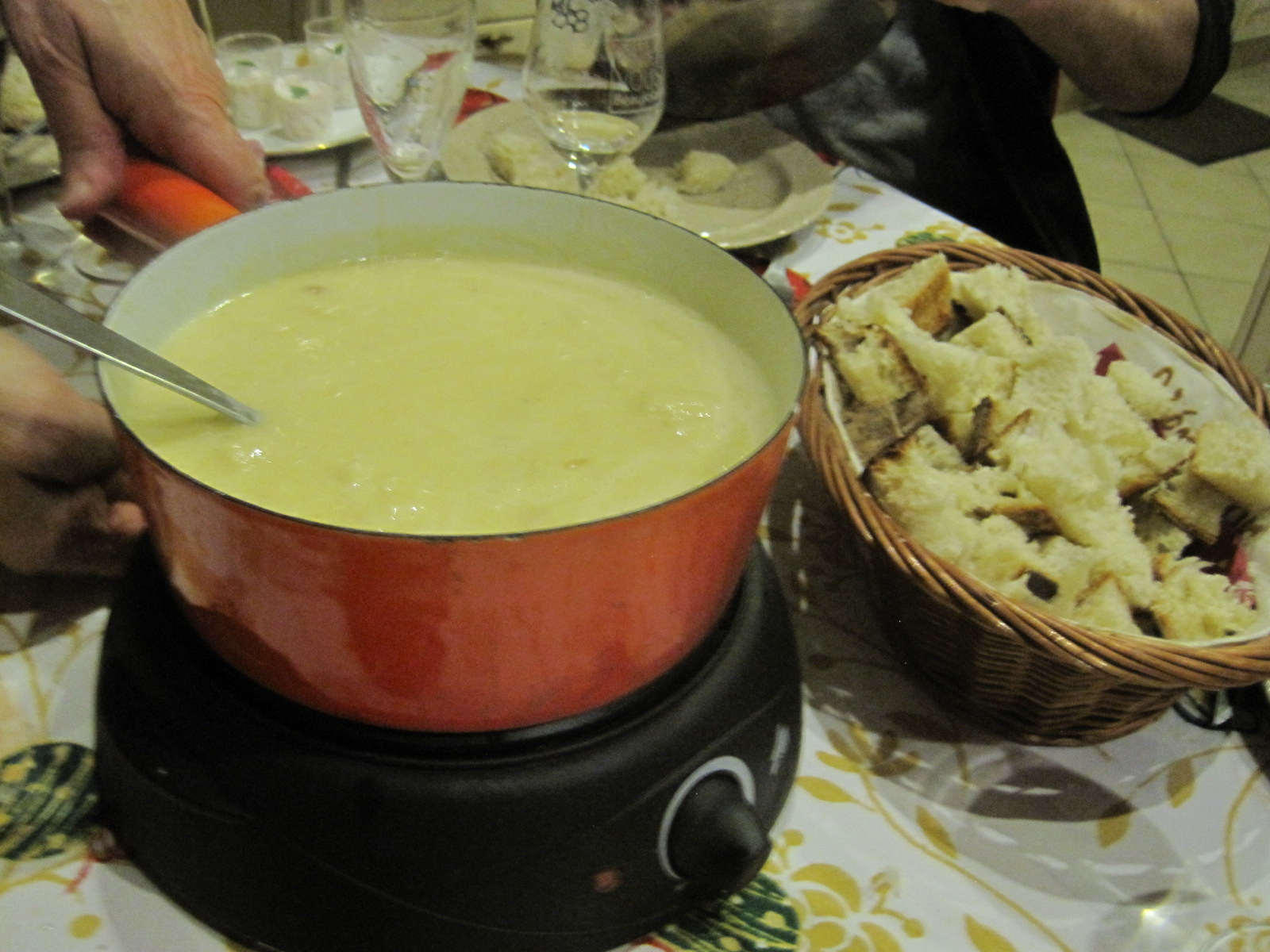